# Distrito de Carhuacallanga
El distrito de Carhuacallanga es uno de los veintiocho que conforman la provincia de Huancayo, ubicada en el Departamento de Junín, bajo la administración del Gobierno Regional de Junín, en el Perú. Limita por el norte y por el este con el distrito de Colca; por el sur con el Departamento de Huancavelica; y, por el oeste con el distrito de Chacapampa.
Desde el punto de vista jerárquico de la Iglesia católica forma parte de la Arquidiócesis de Huancayo.

## Historia
Fue creado por Ley N.º 9296 aprobado por el Congreso el 14 de enero, promulgado el 17 de enero de 1941, durante el primer gobierno del Presidente Manuel Prado Ugarteche.

## Geografía
Abarca una superficie de 13,78 km².

## Autoridades

### Municipales
- 2015-2018[2]
  - Alcalde: Goyo Néstor Coronel Sáenz, Movimiento Junín Sostenible con su Gente (JSG).
  - Regidores: Héctor Pedro Bujaico Flores (JSG), Lorenza Salomina Morales Sulluchuco (JSG), José Leoncio Bonifacio Eulogio (JSG), Basilisa Calixtra Briceño Rojas (JSG), Rolando Rodolfo Bonifacio Espinoza (Juntos por Junín).
- 2011-2014[3][4]
  - Alcalde: Orlando Briceño Briceño, Alianza Regional Junín Sostenible (JS).
  - Regidores: Marcos Raúl Castro Briceño (JS), Rildo Martín Eulogio Huamán (JS), Isabel Aquilina Coronel Sáenz (JS), Lorenza Salomina Morales Sulluchuco (JS), Nedhir Quispetupa Briceño (APRA).
- 2007-2010
  - Alcalde: Remigio Severo Eulogio Morales.

### Policiales
- Comisaría de Huancayo
  - Comisario: Cmdte. PNP GONZALO JAVIER CHECAN SANTILLAN.

### Religiosas
- Arquiiócesis de Huancayo[5]
  - Arzobispo: Mons. Pedro Barreto Jimeno, SJ.
- Parroquia[6]
  - Párroco: